# Trà gấu trúc

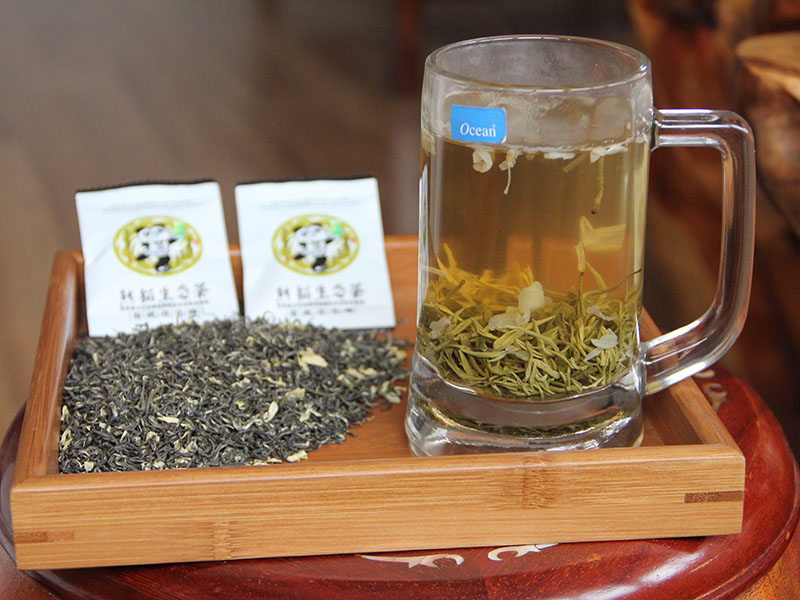
Trà gấu trúc

Trà gấu trúc (熊貓茶, hùng miêu trà) hay còn gọi là trà sinh thái gấu trúc (熊猫生态茶, hùng miêu sinh thái trà) là loại trà được trồng ở vùng núi thuộc địa cấp thị Nhã An, tỉnh Tứ Xuyên, Trung Quốc. Những cây trà này được bón bằng phân gấu trúc. Ông An Diễm Thạch (安琰石), một người chế biến và kinh doanh trà gấu trúc, tuyên bố rằng loại trà này tốt cho sức khỏe. Đồng thời, ông kêu gọi mọi người nên tái chế phân của các loài động vật thành phân hữu cơ, hạn chế sử dụng phân hóa học.

## Sản xuất
Loại trà đặc biệt này được An Diễm Thạch, 41 tuổi, một cựu nhà báo kiêm giảng viên Đại học Tứ Xuyên sản xuất. Ông đã nảy ra ý tưởng sử dụng phân gấu trúc ăn tre để bón cho những luống chè, bởi ông tin rằng chúng sẽ giúp cho cây chè phát triển hoàn hảo. Phân sống của gấu trúc được ông gom từ các trung tâm gây giống gấu trúc trong vùng. Hàng tấn phân gấu trúc đã được thu mua từ trung tâm bảo tồn gấu trúc Nhã An, Tứ Xuyên, để bón cho những luống chè trong trang trại của An Diễm Thạch.
Không những chọn lựa kỹ càng lá chè và cả lá khác nữa cho gấu ăn, An Diễm Thạch còn lựa chọn cả những con gấu trúc. Đó phải là những con gấu có hệ thống tiêu hoá kém, chính xác hơn là những con gấu chỉ tiêu hoá được khoảng 30% những thứ nó ăn vào. Từ đó phân gấu mới còn chứa được nhiều chất dinh dưỡng.

## Nguyên lý
Hệ thống tiêu hóa của gấu trúc giống như một cái máy, hoạt động liên tục. Chúng liên tục ăn và sau đó thải ra phân bón hữu cơ. Ngoài ra, theo An Diễm Thạch thì chúng chỉ hấp thụ khoảng 30% số dinh dưỡng từ thức ăn, điều đó có nghĩa 70% chất dinh dưỡng vẫn nằm trong phân gấu trúc.

## Giá thành

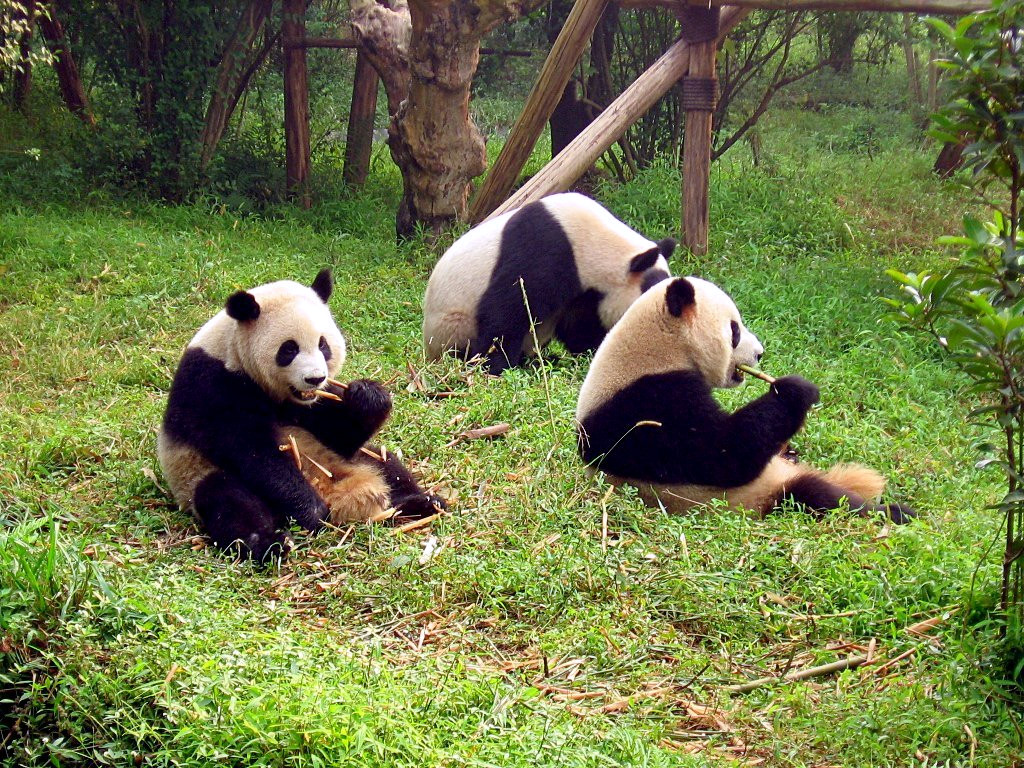
Gấu trúc ăn thực vật

Sản phẩm trà gấu trúc loại "hi phẩm" thu hái khi mở vườn mùa xuân (khai viên xuân trà) có giá 219.865 nhân dân tệ một cân (500 gam), được đóng gói một lạng (50 gam) với giá bán 21.986,5 nhân dân tệ (hơn 70 triệu VNĐ) và mỗi năm chỉ có 21 gói hi phẩm. Mỗi chén khai viên xuân trà cần ít nhất 3 gam để pha chế, vì vậy, trung bình mỗi tách trà này sẽ có giá trị ít nhất là 1.319 nhân dân tệ (hơn 4 triệu VNĐ). Loại "cực phẩm" có giá 21.860 nhân dân tệ một lạng, loại xuân trà "trân phẩm" thu hái sau thanh minh có giá khoảng 1.000 nhân dân tệ một cân, còn loại "tinh phẩm" (trà thu hái mùa hè, mùa thu) giá 100 nhân dân tệ một cân.

## Hương vị
Trà có mùi thoang thoảng của hạt dẻ. Phân gấu trúc sẽ làm tăng mùi vị độc đáo của loại trà này và nó sẽ khiến cho những người sành sỏi ưa chuộng.

## Thông điệp
Mặc dù ông An hy vọng có thể làm giàu từ việc bán trà, ông chia sẻ mục đích của việc trồng trà trên mảnh đất rộng hơn 1 héc ta là để kêu gọi mọi người trên thế giới bảo vệ môi trường và sử dụng phân động vật để thay thế cho các chất phân bón hóa học trước khi quá muộn.